# Beaumaris
Beaumaris (/ bjuːmærᵻs /; valižansko Biwmares) je nekdanji kraljevi mestni okraj, lokalna skupnost in nekdanje okrožje mesta Anglesey v Walesu. Bil je sedež commote (posvetna delitev zemljišč v srednjeveškem Walesu) Dindaethwy in zgodovinske podeželske dekanije Tindaethwy. Naselje leži na vzhodnem vhodu v ožino Menai, plimske poti, ki ločuje otok Anglesey od obale severnega Walesa. Ob popisu prebivalstva leta 2001 je imelo naselje 2040 prebivalcev, ob popisu 2011 pa 1938. 

## Zgodovina
Beaumaris je bilo prvotno vikinško naselje, znano kot pristanišče Vikingov (Porth y Wygyr).  Naselje se je začelo razvijati leta 1295, ko je Edvard I., potem ko je osvojil Wales, naročil gradnjo gradu kot del verige utrdb okoli obale severnega Walesa (drugi gradovi so grad Conwy, grad Caernarfon in grad Harlech).
Grad je bil zgrajen na močvirju in od tod izvira njegovo ime; francoski graditelj ga je imenoval beaux marais, kar v prevodu pomeni "lepo močvirje".
Starodavno naselje Llanfaes, miljo severno od Beaumarisa, so leta 818 zasedli Anglosasi, vendar ga je Merfyn Frych, kralj Gwynedda, ponovno pridobil in je postalo njegovo ključno strateško mesto. Da bi preprečil nadaljnje valižanske vstaje in zagotovil nadzor nad ožino Menai, je kralj Edvard I. izbral prav to obalno ravnino kot kraj za gradnjo gradu Beaumaris. Grad je zasnoval savojski kamnosek mojster James iz Saint Georgea in je najpopolnejši koncentrični grad. "Problematične" prebivalce Llanfaesa so preselili v Rhosyr na zahodu Angleseyja, v novo naselje, ki ga je kralj Edvard I. imenoval Newborough. Grad in obzidano mesto so gradili francoski in angleški gradbeniki.
Beaumarisu je bila dodeljena kraljeva listina, ki jo je izdal Edvard I. Sestavljena je bila pod podobnimi pogoji kot za druga grajska mesta v severnem Walesu in namenjena samo angleškim in normansko-francoskim prebivalcem z državljanskimi pravicami. Avtohtoni valižanski prebivalci Beaumarisa so bili v glavnem brez kakršnega koli imetja, niso smeli nositi orožja in niso mogli kupiti hiše ali zemljišča v mestnem okraju. Listina je izrecno prepovedovala, da bi Judje živeli v Beaumarisu (v glavnem je to veljalo za večino angleških mest). Zahteva, da se vsa trgovina v neposredni bližini odvija v Beaumarisu, je pripomogla, da je mesto postalo glavno trgovsko središče Angleseyja.
Mesto Beaumaris je bilo pristanišče, pristojno za registracijo vseh plovil v severozahodnem Walesu, ne le na Angleseyju, ampka vse do Conwyja in  Pwllhelija. Glavna dejavnost je bila ladjedelništvo, ki je bilo osredotočeno na Gallows Point – bližnje ozemlje, ki je segalo od ožine Menai do približno kilometer zahodno od mesta. Gallows Point se je prvotno imenoval Osmund's Eyre, nato pa se je preimenoval, ko je mesto zgradilo vislice  skupaj s hišo smrti za trupla kriminalcev, ki so bili javno usmrčeni. Pozneje so obešali pri mestni ječi in trupla zakopavali v apneno jamo v  jetnišnici.

## Arhitektura
Pomembne stavbe v mestu so grad, sodišče (zgrajeno leta 1614), župnijska cerkev svete Marije in svetega Nikolaja iz 14. stoletja, ječa, Tudor Rose – ena najstarejših izvirnih zgradb predalčne lesene gradnje v Veliki Britaniji – iz 14. stoletja in Bulls Head Inn, zgrajena leta 1472, ko jo je general Thomas Mytton imel za sedež med obleganjem Beaumarisa v drugi angleški državljanski vojni leta 1648. Grič severno od mesta se imenuje Rdeči hrib (Red Hill) zaradi prelite krvi v tem spopadu.
David Hughes, rojen na Angleseyju, je leta 1603 ustanovil gimnazijo (Beaumaris Grammar School). Leta 1952 je postala neselektivna šola, potem ko je svet okrožja Anglesey postal prvi organ v Veliki Britaniji, ki je sprejel celovito srednjo šolo. Šola se je sčasoma preselila v Menai Bridge. Od prvotnega šolskega poslopja je zdaj ostala le stara dvorana.
Pomol Beaumaris (angl.: Beaumaris Pier), odprt leta 1846, je zasnoval Frederick Foster in ga sestavljata zidan valobran in pomol na lesenih in betonskih stebrih. Pomol je bil leta 1872 poškodovan v neurju , obnovljen in podaljšan na 170 m, na koncu pa zgrajen velik paviljon s kavarno. Nekoč so ga uporabljali kot pristan za parnike Snowdon, La Marguerite, St. Elvies in St. Trillo ladijske družbe Liverpool in severni Wales, druge večje ladje, kot sta St. Seriol in St. Tudno, so pristajale v Menai Bridgeu. Leta 1960 je postal zaradi slabega vzdrževanja pomol nevaren in je grozila porušitev. Z veliko zasebno donacijo so ga obnovili. Še vedno je  pomol za jahte in športna plovila vseh vrst.

## Reševalna postaja obalne straže
Prvič so reševali ljudi zaradi težav na morju leta 1830, ko je bilo 375 ljudi rešenih s potapljajoče ladje beguncev. Leta 1891 je bila ustanovljena reševalna postaja, a čez štiri leta zaprta, ker je imela sosednja postaja močnejši rešilni čoln. Postaja je bila ponovno odprta leta 1914 in jo upravlja RNLI (Royal National Lifeboat Institution).

## Pomembni prebivalci
- Sir Richard Bulkeley, župan Beaumarisa, Angleseyja in Lewishama – med letoma 1561 in 1562 je opravljal naloge župana, od 1562 do 1563 je bil  župan,
- Richard Llwyd (1752–1835) pisatelj, pesnik in rodoslovec.

## Kraji z istim imenom
Beaumaris se imenujeta tudi predmestje Melbourna v Avstraliji in soseska v Edmontonu v Alberti v Kanadi, ki je ime dobila po gradu.
- Grad leta 1852
- Beaumaris v letu 1610
- Ulica v Beaumarisu